# Agrias sophusius
Agrias sophusius är en fjärilsart som beskrevs av Boy 1927. Agrias sophusius ingår i släktet Agrias och familjen praktfjärilar. Inga underarter finns listade i Catalogue of Life.